# Firmina

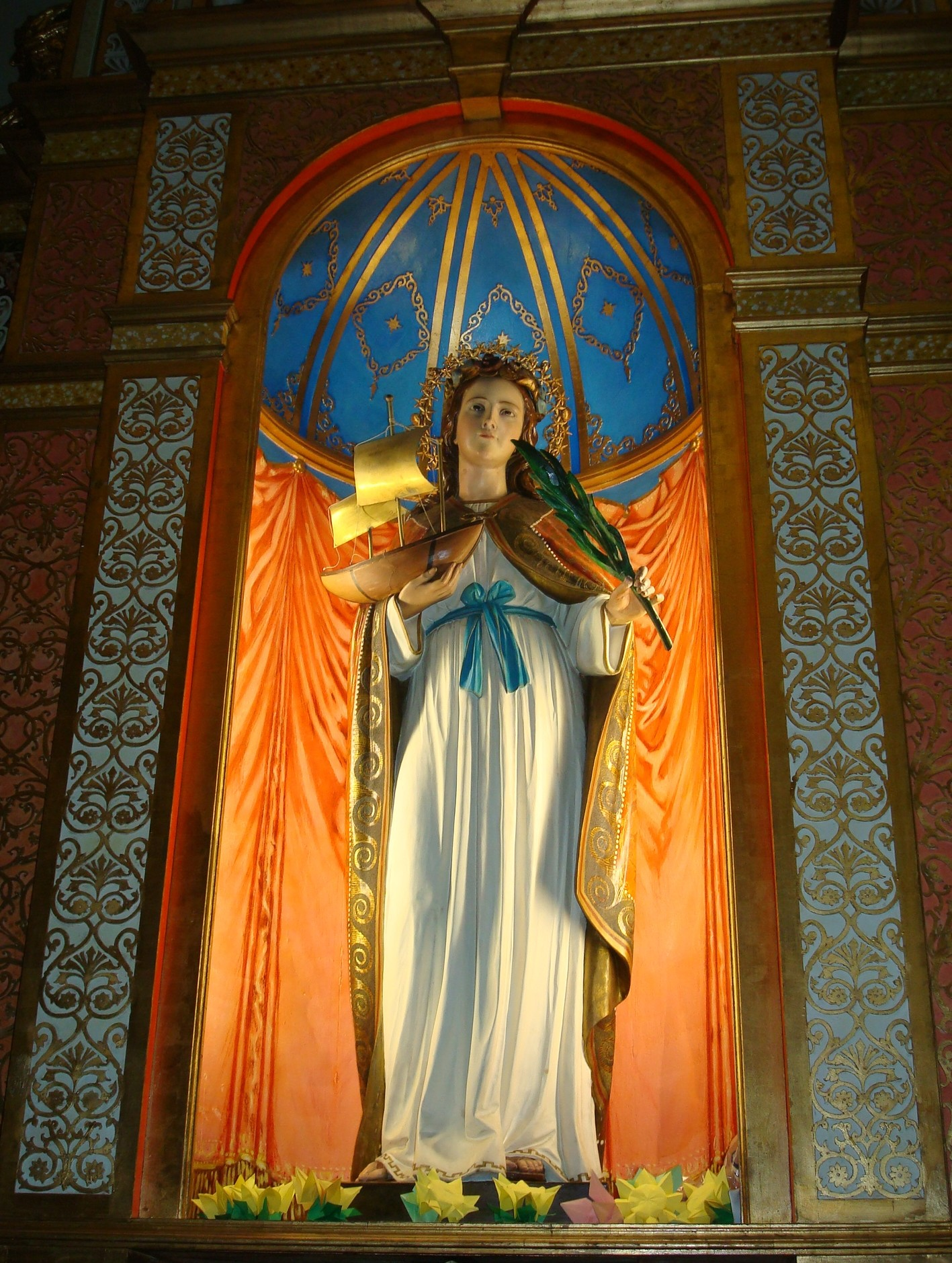
Statue der Santa Firmina in der Kathedrale von Civitavecchia

Firmina (italienisch Fermina) († 304 in Amelia) ist eine als Heilige verehrte christliche Märtyrerin. Sie wird als Schutzheilige von Amelia und Civitavecchia verehrt. Ihr Gedenktag ist der 24. November. In Civitavecchia wird ihrer am 28. April gedacht.

## Leben
Sie soll aus der römischen Familie der Pisonen gestammt haben. Ihr Vater war wohl Präfekt von Rom, sie lebte währenddessen auf dem Landgut Agalianum bei Amelia. Im Rahmen der Christenverfolgung unter Kaiser Diokletian wurde sie als Christin verklagt und dem Bürgermeister Olympiades zur Entscheidung vorgeführt. Andere Angaben nennen Olympiades als ihren Vater oder als jemanden der ihr nachstellte. Es gelang ihr Olympiades zum Christentum zu bekehren. Er wurde daraufhin seines Amtes enthoben und später hingerichtet. Firmina begrub Olympiades an einem 1. Dezember wohl am Landsitz. Sein Nachfolger soll sie gefangen genommen und durch Folter versucht haben, sie von ihrem christlichen Glauben abzubringen. Da sie sich weigerte, soll er sie an einer Säule aufhängen und mit brennenden Fackeln quälen haben lassen, bis sie starb.
Sie wurde von Christen auf dem Landgut am 24. November beigesetzt. Andere Quellen nennen Civitavecchia als Ort der Bestattung. Bischof Paschalis soll die sterblichen Überreste 500 Jahre später bergen lassen haben. Die erneute Beisetzung erfolgte dann in der ihr geweihten Kirche in Amelia.
Der Dom von Amelia Santa Firmina ist der Heiligen Firmina geweiht. Im Hafen Civitavecchia befindet sich die Statue der Santa Fermina. Eine weitere sie darstellende Statue steht in der Kathedrale von Civitavecchia. Im Forte Michelangelo am Hafen Civitavecchia befindet sich eine ihr geweihte Kapelle. Firmina soll sich dort zeitweise in einer Höhle aufgehalten haben.